# Álvaro Lourenço Jorge
Álvaro Lourenço Jorge (Viçosa, Minas Gerais, 7 de novembro de 1899 – Rio de Janeiro, 22 de janeiro de 1954) foi um médico brasileiro.
Foi eleito membro da Academia Nacional de Medicina em 1942, ocupando a Cadeira 18, que tem Garfield Augusto Perry de Almeida como patrono.